# Petrovice (Skorošice)
Petrovice (niem. Petersdorf) – wieś, część gminy Skorošice, położona w kraju ołomunieckim, w powiecie Jesionik, w Czechach.